# Bücherzerstörung
Unter Bücherzerstörung versteht man die Zerstörung von Büchern ihres Inhalts wegen. Ebenfalls gebräuchlich für unterschiedliche Formen der Bücherzerstörung ist der Begriff Biblioklasmus (von griechisch „βιβλίον“ (biblíon) = „Buch“ und „κλᾶν“ (klan) = „zerbrechen“). Im Duden taucht der Begriff „Biblioklasmus“ selbst nicht auf, der Biblioklast sei jemand „der aus Sammelleidenschaft Bücher zerstört, indem er bestimmte Seiten herausreißt“.

## Formen
Die bekannteste Form der Bücherzerstörung ist die öffentlich inszenierte Bücherverbrennung aus religiösen, ideologischen oder politischen Motiven. Sie ist vergleichbar mit dem Bildersturm (Ikonoklasmus).
Im Zürcher Büchersturm zerstörten 1525 die dortingen Reformatoren den Buchbestand der geistlichen Institute (Klöster und Stifte). Insbesondere liturgische Bücher wurden als „unnütz“ betrachtet, und «dero was ein grosser huff, die alle verkouft, zurrissen und zurzerrt wurden und keins gantz bleib» (davon gab es einen großen Haufen, die alle verkauft, zerrissen und zerzerrt worden sind und keines ganz geblieben ist).
Unter Biblioklasmus versteht man insbesondere das Zerstören von Büchern durch das illegale Entfernen von bestimmten Drucken, Karten und Bildern aus Büchern durch Sammler (Bibliomanie).
Weniger aufsehenerregend als die Verbrennung ist das Einstampfen oder die Makulatur von Werken zwecks Herstellung neuen Papiers. Dies kann ebenfalls politisch motiviert sein oder Folge eines Rechtsstreites, bei dem es z. B. um die Verletzung von Persönlichkeitsrechten geht. Zumeist hat es aber mit der Fehlerhaftigkeit der Drucke zu tun. Die Makulaturforschung versucht u. a. alte Werke zu rekonstruieren, die früher für Einbände neuerer Bücher zweckentfremdet wurden. Makuliert werden – nach Zustimmung des Autors – oft auch unverkäufliche Restauflagen.
In früheren Zeiten zerstörte man Schriftgut aus Mangel an Schreibmaterialien. Texte auf Papyri oder Pergamenten wurden oft abgeschabt und der Beschreibstoff neu beschrieben (Palimpsest). Die „überschriebenen“ Texte können mit modernen Techniken vielfach wieder sichtbar gemacht werden.